# Радек Слончик
Радек Слончик (чеськ. Radek Slončík, нар. 29 травня 1973, Шумперк) — чеський футболіст, що грав на позиції півзахисника. Виступав за низку чеських клубів, а також національну збірну Чехії. Дворазовий чемпіон Чехії. Володар Кубка Чехословаччини та Кубка Чехії.

## Клубна кар'єра
Радек Слончик народився 1973 року в місті Шумперк, та є вихованцем юнацьких команд футбольних клубів «Шумперк» та «Банік». У професійному футболі дебютував 1990 року виступами за команду «Банік», в якій грав до 2000 року, взявши участь у 180 матчах чемпіонату, та став у складі команди володарем Кубка Чехословаччини.
У 2000 році Слончик став гравцем команд празької «Спарти», в якій у сезоні 2000—2001 років став чемпіоном Чехії. У 2002 році футболіст перейшов до угорського клубу «Уйпешт», у якому грав до 2003 року. У 2003 році Слончик повернувся до клубу «Банік», у якому в сезоні 2003—2004 років став чемпіоном Чехії, а в сезоні 2004—2005 років став володарем Кубка Чехії. У 2007—2008 років футболіст грав у складі клубу «Фульнек». Завершив ігрову кар'єру півзахисник у команді «Карвіна», за яку виступав протягом 2009—2011 років.

## Виступи за збірні
Протягом 1994—1996 років Радек Слончик грав у складі молодіжної збірної Чехії. На молодіжному рівні зіграв у 13 офіційних матчах.
У 1996 році Слончик дебютував у складі національної збірної Чехії. У складі збірної брав участь у розіграші Кубок конфедерацій 1997, на якому чеська збірна зайняла третє місце. У складі збірної грав до 2000 року, провів у її складі 17 матчів, у яких забитими голами не відзначився.

## Титули і досягнення
- Чемпіон Чехії (2):

«Спарта» (Прага): 2000–2001
«Банік»: 2003–2004
- Володар Кубка Чехословаччини (1):

«Банік»: 1991
- Володар Кубка Чехії (1):

«Банік»: 2004–2005